# Кубок Німеччини з футболу 1989—1990
Кубок Німеччини з футболу 1989—1990 — 47-й розіграш кубкового футбольного турніру в Німеччині, 38-й кубковий турнір на території Федеративної Республіки Німеччина після закінчення Другої світової війни. У кубку взяли участь 64 команди. Переможцем кубка Німеччини вперше став Кайзерслаутерн.

## Другий раунд
| Команда 1                | Рахунок | Команда 2                            |
| ------------------------ | ------- | ------------------------------------ |
| 23 вересня 1989          |         |                                      |
| Боруссія (Менхенгладбах) | 4:1     | Нюрнберг                             |
| Баварія                  | 2:0     | Вальдгоф                             |
| Фрайбург (2)             | 1:2     | Карлсруе СК                          |
| Дармштадт 98 (2)         | 1:0     | Баєр 04                              |
| Штутгартер Кікерс (2)    | 2:3     | Вердер                               |
| Боруссія (Дортмунд)      | 2:3     | Айнтрахт (Брауншвейг) (2)            |
| Пфорцгайм (3)            | 1:0     | Бохум                                |
| Армінія (Ганновер) (3)   | 2:4     | Кельн                                |
| Майнц 05 (3)             | 1:3     | Кайзерслаутерн                       |
| Гютерсло (3)             | 0:2 дч  | Штутгарт                             |
| Еденкобен (3)            | 1:2 дч  | Дуйсбург (2)                         |
| Швайнфурт 05 (3)         | 4:2     | Бляу-Вайс 1890 (Західний Берлін) (2) |
| Пфедерсгайм (Вормс) (3)  | 1:3     | Кікерс (Оффенбах) (3)                |
| Гойсдорф (3)             | 0:2     | Мюнхен 1860 (3)                      |
| 24 вересня 1989          |         |                                      |
| Фортуна (Дюссельдорф)    | 4:0     | Саарбрюкен (2)                       |
| Ваттеншайд 09 (2)        | 0:2     | Оснабрюк (2)                         |

## Третій раунд
| Команда 1             | Рахунок | Команда 2                 |
| --------------------- | ------- | ------------------------- |
| 8 листопада 1989      |         |                           |
| Мюнхен 1860 (3)       | 1:2     | Вердер                    |
| 9 листопада 1989      |         |                           |
| Кайзерслаутерн        | 2:1     | Кельн                     |
| Штутгарт              | 3:0     | Баварія                   |
| 10 листопада 1989     |         |                           |
| Кікерс (Оффенбах) (3) | 1:0 дч  | Боруссія (Менхенгладбах)  |
| 11 листопада 1989     |         |                           |
| Швайнфурт 05 (3)      | 0:2     | Айнтрахт (Брауншвейг) (2) |
| Пфорцгайм (3)         | 1:3     | Фортуна (Дюссельдорф)     |
| Дуйсбург (2)          | 4:1     | Дармштадт 98 (2)          |
| Оснабрюк (2)          | 3:2     | Карлсруе СК               |

## Чвертьфінали
| Команда 1                      | Рахунок | Команда 2             |
| ------------------------------ | ------- | --------------------- |
| 12 грудня 1989                 |         |                       |
| Вердер                         | 3:0     | Штутгарт              |
| Кайзерслаутерн                 | 3:1     | Фортуна (Дюссельдорф) |
| 13 грудня 1989                 |         |                       |
| Айнтрахт (Брауншвейг) (2)      | 3:2     | Оснабрюк (2)          |
| 17 лютого 1990                 |         |                       |
| Кікерс (Оффенбах) (3)          | 1:1 дч  | Дуйсбург (2)          |
| 13 березня 1990 (перегравання) |         |                       |
| Дуйсбург (2)                   | 0:1     | Кікерс (Оффенбах) (3) |

## Півфінали
| Команда 1             | Рахунок | Команда 2                 |
| --------------------- | ------- | ------------------------- |
| 27 березня 1990       |         |                           |
| Вердер                | 2:0     | Айнтрахт (Брауншвейг) (2) |
| 28 березня 1990       |         |                           |
| Кікерс (Оффенбах) (3) | 0:1     | Кайзерслаутерн            |

## Фінал
| 19 травня 1990 18:00 (CET) |

| Кайзерслаутерн             | 3:2      | Вердер                      |
| -------------------------- | -------- | --------------------------- |
| Лаббадіа 19', 26' Кунц 30' | Протокол | Нойбарт 54' Бургсмюллер 72' |

| Олімпіаштадіон, Західний Берлін Глядачів: 76 391 Арбітр: Манфред Нойнер |